# 舊大馬士革 (喬治亞州)
舊大馬士革（英語：Old Damascus）是位於美國喬治亞州厄爾利縣的一個非建制地區。該地的面積和人口皆未知。

## 地理
舊大馬士革的座標為31°18′27″N 84°44′14″W / 31.30750°N 84.73722°W，而該地的平均海拔高度為57米（即187英尺）。